# Thủy điện Bắc Nà
Thủy điện Bắc Nà là thủy điện xây dựng trên dòng suối Bắc Nà tại vùng đất các xã Thải Giàng Phố và Bản Liền huyện Bắc Hà tỉnh Lào Cai, Việt Nam .
Thủy điện Bắc Nà có công suất lắp máy 17 MW với 2 tổ máy, khởi công tháng 7/2014 hoàn thành tháng 12/2016 .

## Suối Bắc Nà
Suối Bắc Nà là phụ lưu của Nậm Phàng chảy ở huyện huyện Bắc Hà tỉnh Lào Cai .
Suối bắt nguồn từ xã Lầu Thí Ngài với tên Pờ Ngải Chồ 22°34′24″B 104°18′42″Đ / 22,573269°B 104,311652°Đ, chảy về tây nam tới thị trấn Bắc Hà.
Từ thị trấn này suối chảy hướng đông nam, đến xã Nậm Đét đổ vào Nậm Phàng 22°28′21″B 104°21′02″Đ / 22,472582°B 104,350516°Đ. Từ đó nước đổ vào sông Chảy.

## Các bậc thủy điện
Thủy điện Bắc Nà 1 có công suất lắp máy 2,8 MW với 2 tổ máy, xây dựng trên suối Bắc Nà tại xã Thải Giàng Phố huyện Bắc Hà, hoàn thành tháng 3/2020.